# Encyrtus antistius
Encyrtus antistius is een vliesvleugelig insect uit de familie Encyrtidae. De wetenschappelijke naam is voor het eerst geldig gepubliceerd in 1851 door Walker.